# Calle de Pelayo (Sagunto)
La calle de Pelayo es una vía pública de la ciudad española de Sagunto.

## Descripción
Discurre desde la calle de Ramos hasta la de Pedro de Cartagena, en la que desemboca justo después de conectar con la del Teatro Romano. No adquirió título propio hasta el siglo XX, pues antes formaba parte de la de Ramos. Aparece descrita en el Nomenclator de las calles, plazas y puertas antiguas y modernas de la ciudad de Sagunto (1901) de Antonio Chabret y Fraga con las siguientes palabras:

Pelayo (calle del). Se entra por la calle de Ramos y sale á la de Pedro de Cartagena. Esta denominación es moderna, pues el nombre de esta calle no existía á principios del siglo, porque formaba parte de la calle de Ramos.
(Chabret y Fraga, 1901, p. 76)